# Ecomare
Ecomare est un centre océanographique néerlandais situé sur l'île du Texel et consacré à la mer des Wadden et à la mer du Nord. Le centre a été fondé en 1929, et portait alors le nom de Texels Museum. Après avoir été déplacé vers les dunes à De Koog en 1975, il s'est agrandi pour devenir un centre multi-fonctionnel d'accueil des visiteurs. Le centre comprend aujourd'hui un musée d'histoire naturelle, un aquarium (présentant notamment des marsouins communs), un centre de sauvetage pour oiseaux et pinnipèdes et un parc de 70 hectares de dunes. En outre, il sert de centre d'éducation à l'environnement pour les visiteurs du Parc national Duinen van Texel. Il reçoit chaque année environ 300 000 visiteurs.

## Historique
En 1929, H.J. Kraai, professeur à Den Burg, fonde le Musée d'histoire naturelle du Texel. La première année le musée attire 2 000 visiteurs. Ils pouvaient y voir des oiseaux, des coquillages et des objets archéologiques.
Kraai était le premier directeur général de ce musée. Quand il meurt en 1941, il est remplacé par Herman van der Horst (1910-1976), un comptable et taxidermiste originaire de Haarlem. Il souhaite y créer une collection de photos et de films, et, en 1943, avec Nol Binsbergen il réalise un premier film : Texel, la perle des îles Wadden.
Le musée est fermé pendant la Seconde Guerre mondiale, et en 1945 il est partiellement détruit par les bombardements. En 1947, le musée trouve refuge dans une ancienne caserne allemande.

## Collection
Le centre est situé dans le Parc National Duinen van Texel, à proximité de De Koog sur l'île de Texel. Le musée permet d'apprendre sur la nature et les animaux vivant sur et autour de l'île de Texel, sur la région de la mer des Wadden et de la mer du Nord, ainsi que sur l'impact humain sur ces écosystèmes.
Le centre est, depuis 1952, un centre de sauvetage pour mammifères marins. Une grande partie de l'année, de jeunes phoques sont ainsi pris en charge. Ce sont souvent des animaux malades, blessés ou désorientés. De nombreux oiseaux marins sont aussi pris en charge par le centre, ceux-ci souvent en état de malnutrition ou sont blessés.

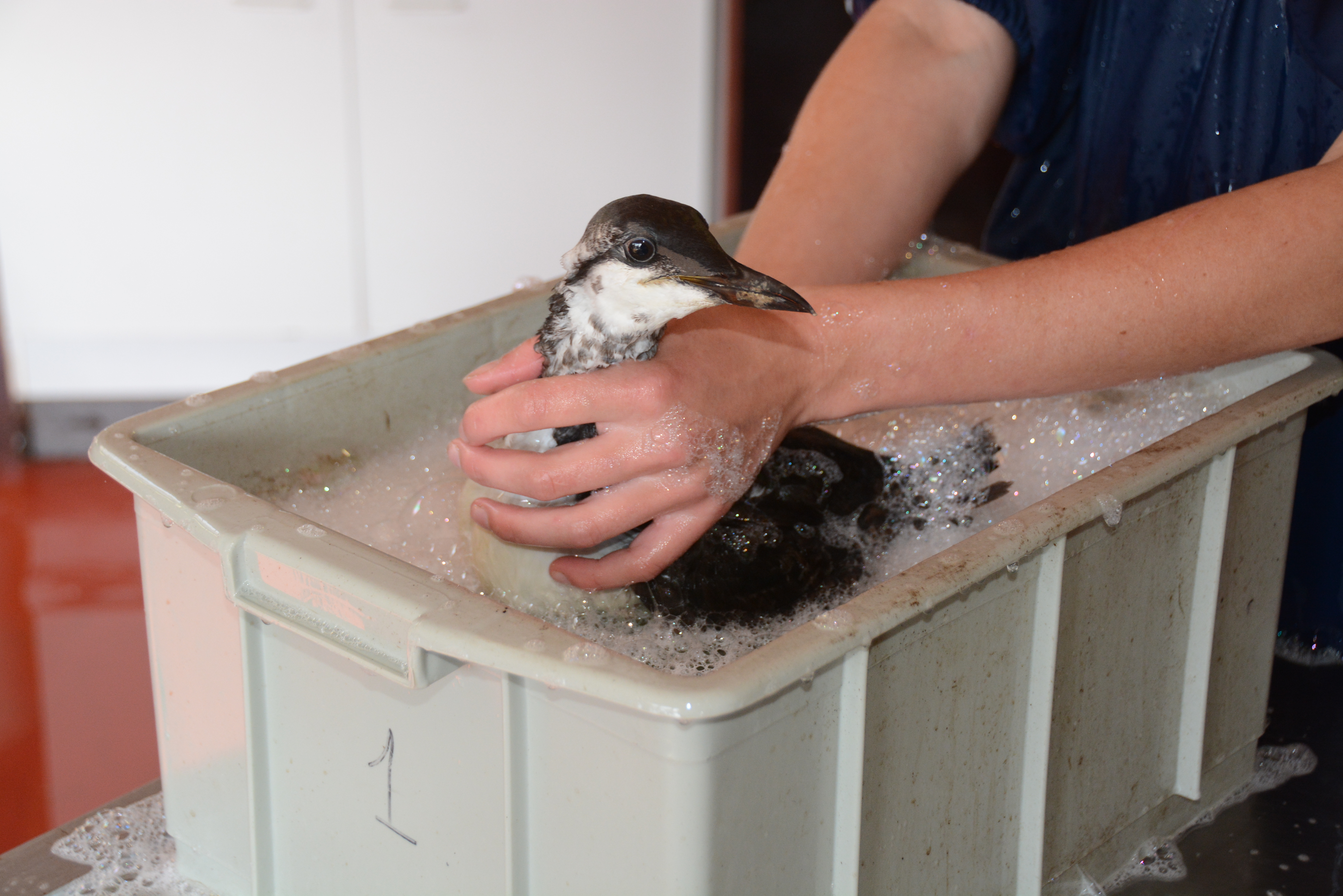
Secours à un oiseau mazouté.
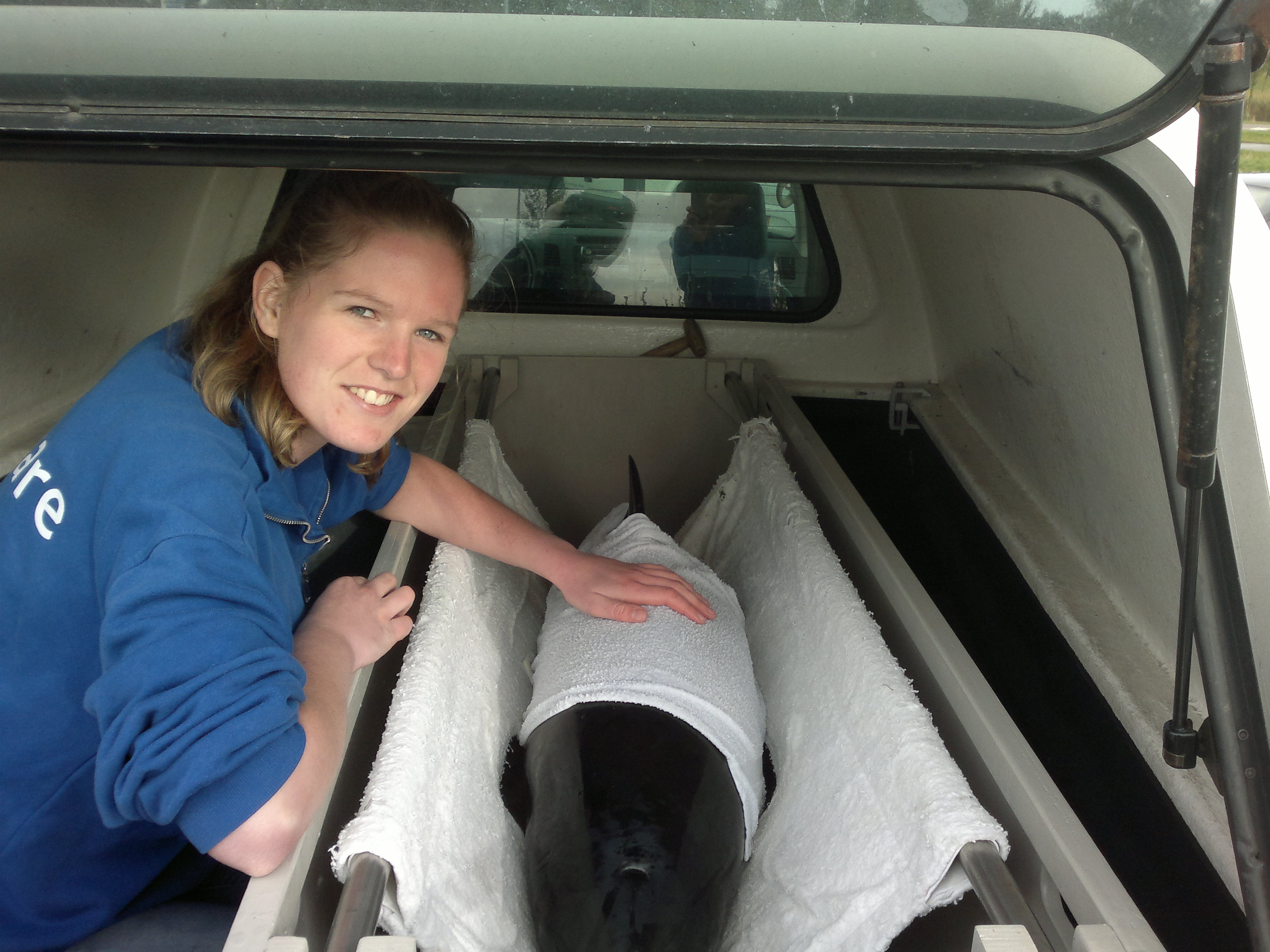
Secours à un marsouin commun échoué.
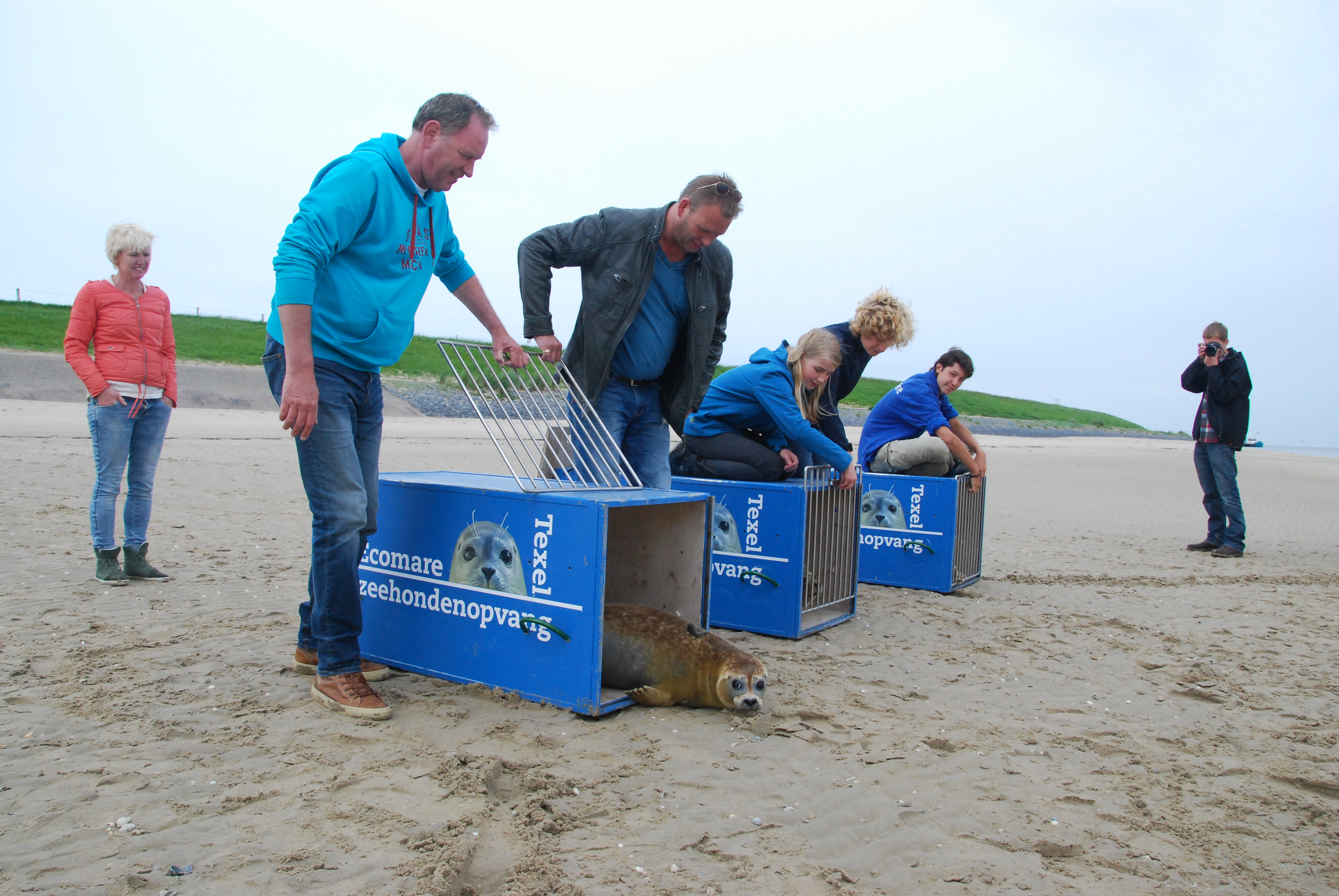
Relâché de phoques.

Un groupe permanent y est présent, d'environ dix-huit phoques (phoques communs et phoques gris). Deux marsouins communs sont également gardés à Ecomare après avoir été secourus.

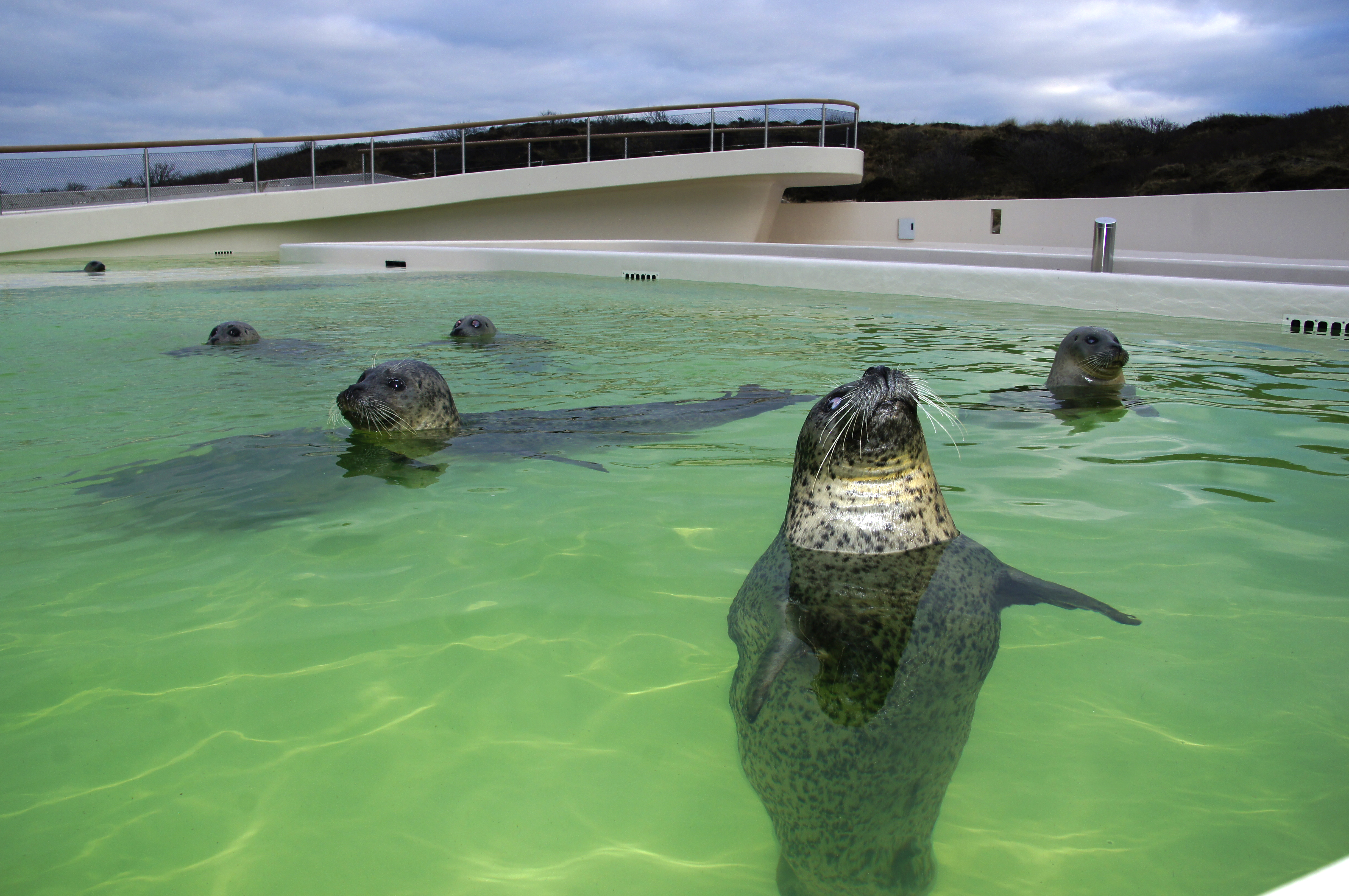
Les phoques communs dans leur bassin.
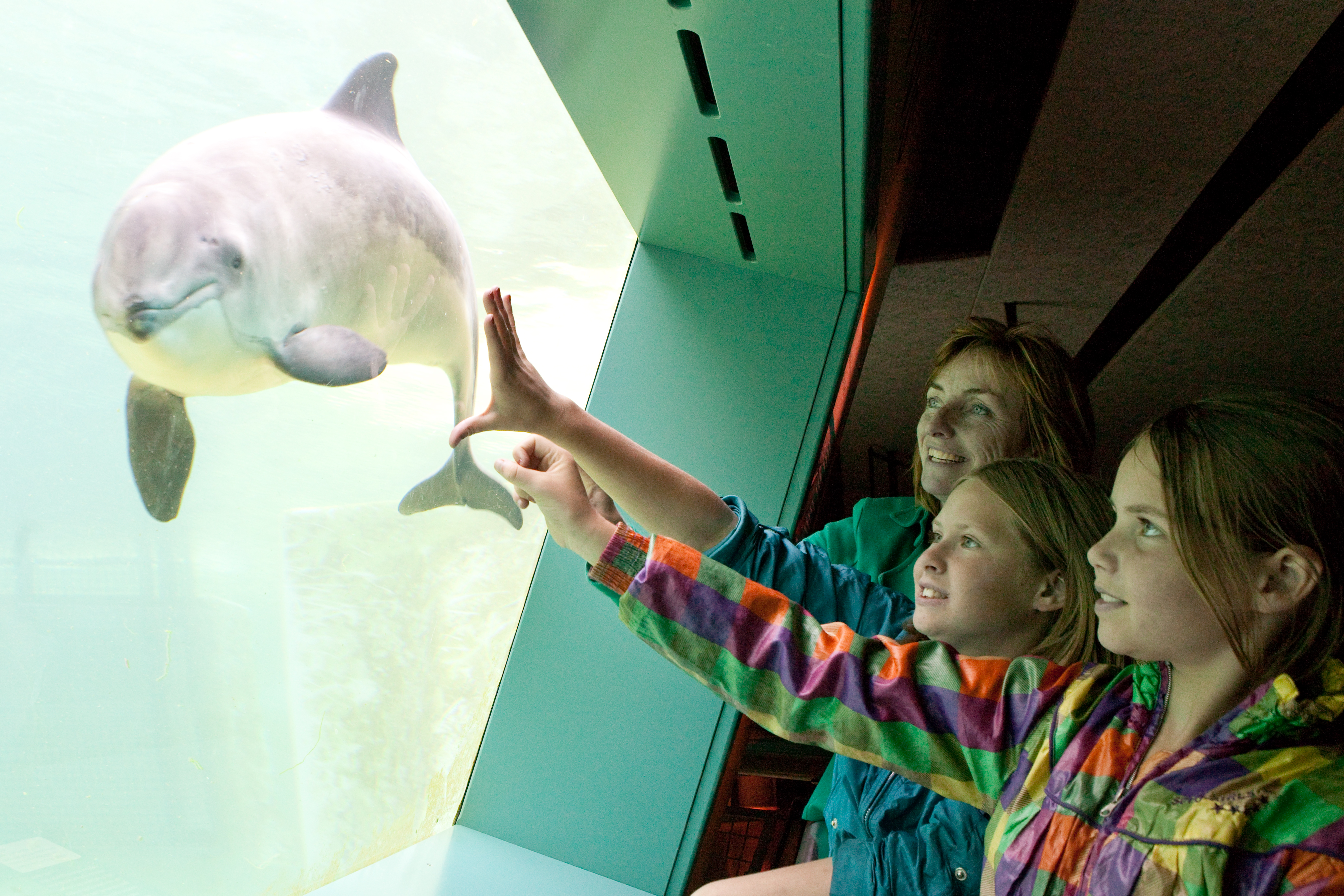
Un des marsouins du musée.

Le musée présente des squelettes et des modèles de grands mammifères marins. Derrière le bâtiment se trouve un parc de 50 hectares de dunes, où voules visiteurs peuvent marcher. Ecomare dispose également d'un restaurant et d'une boutique.

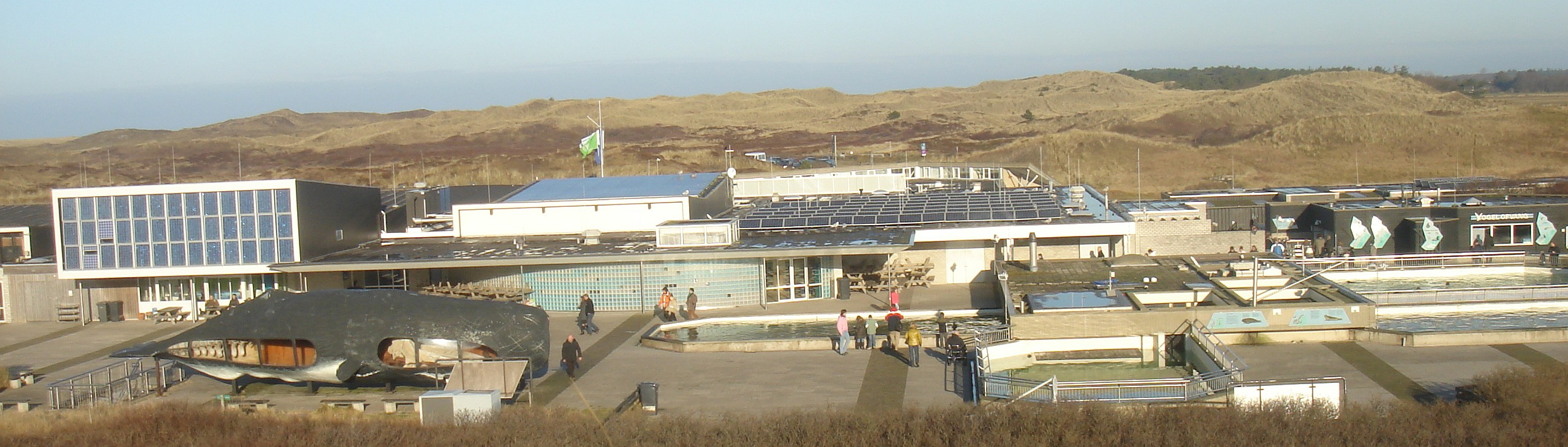
Vue d'ensemble du musée, en 2009, depuis les dunes.
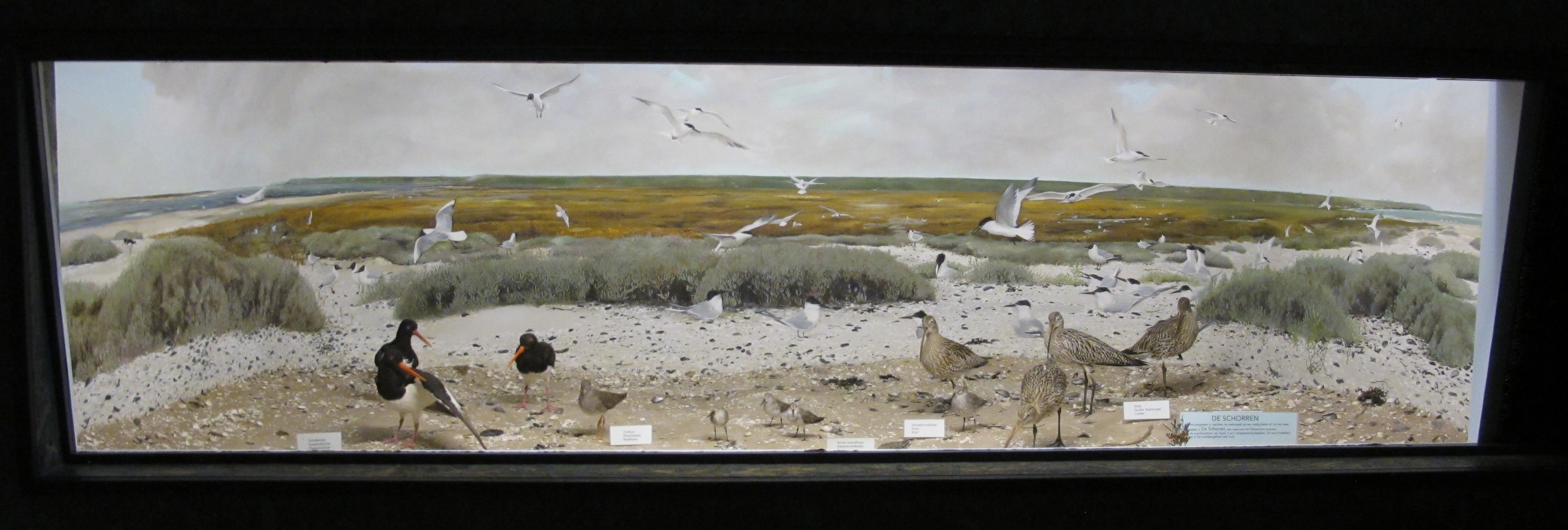
Diorama.
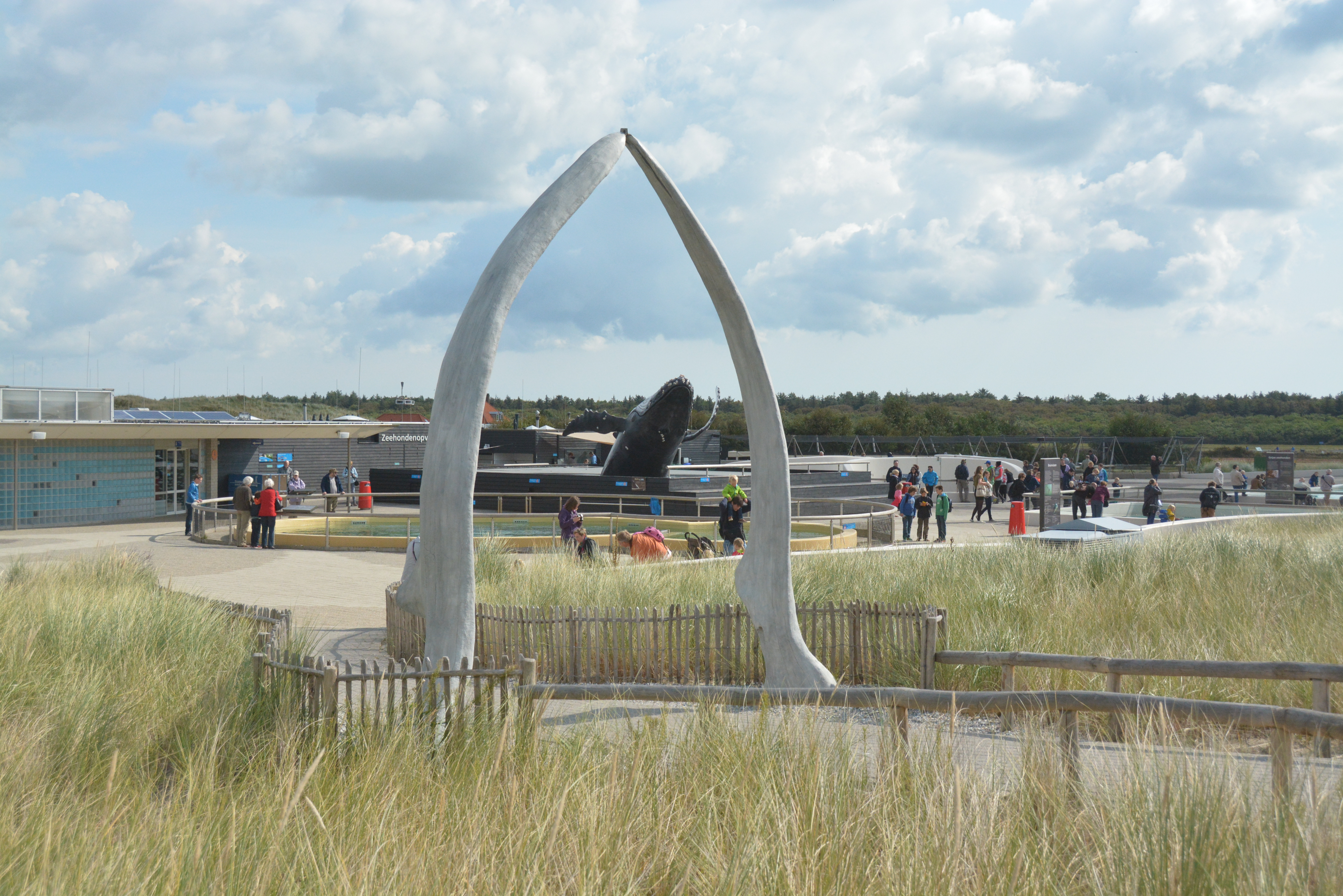
Vue extérieure du site.
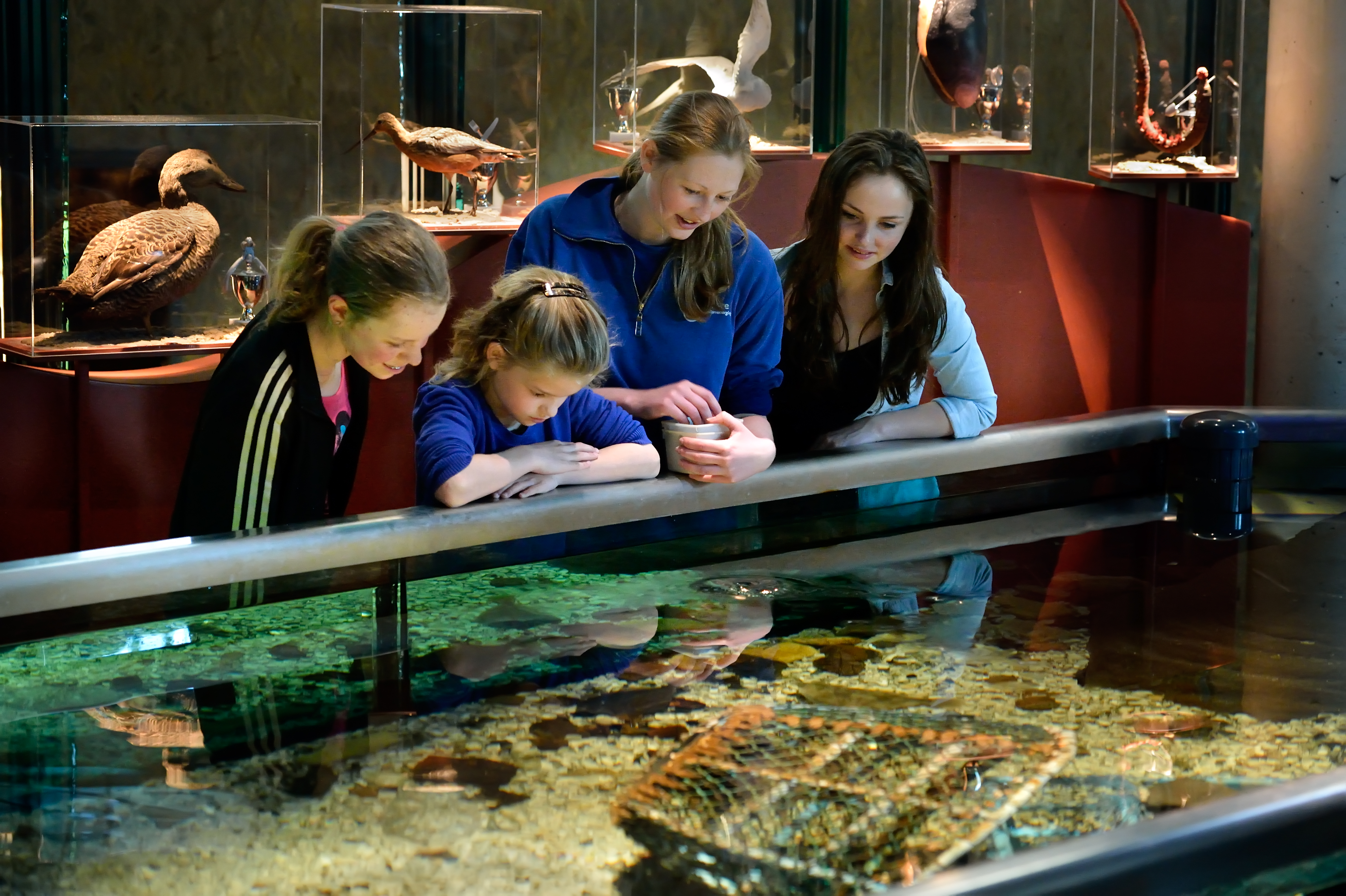
Un aquarium dans le musée.